# Zdobnice
Zdobnice település Csehországban, Rychnov nad Kněžnou-i járásban. Zdobnice Orlické Záhoří, Rokytnice v Orlických horách, Říčky v Orlických horách és Liberk településekkel határos. Lakosainak száma 169 fő (2024. január 1.).

## Népesség
A település lakosságának változását az alábbi diagram mutatja:
| Lakosok száma | 3123 | 3297 | 2348 | 258  | 247  | 155  | 185  | 192  | 171  | 169  |
|               | 1869 | 1890 | 1921 | 1950 | 1980 | 2001 | 2017 | 2019 | 2022 | 2024 |